# APR1000
APR1000 (Advanced Power Reactor) je pokročilý vývojový tlakovodní reaktor o výkonu 1050 MWe. Byl vyvinut na základě osvědčeného projektu tzv. Korejského standardu – OPR1000 (Optimum Power Reactor) se zahrnutím bezpečnostních prvků projektu APR1400. Projekt APR1000 je založen na zkušenostech, které byly nashromážděny při vývoji, výstavbě a provozu OPR1000 a dále využívá nejmodernější technologii a mnoho pokročilých bezpečnostních funkcí z projektu APR1400. 
Již pro APR1400 byla řešena koncepce EU-APR, resp. US-APR, kde došlo v projektu k adaptaci požadavků dle IAEA a WENRA resp. NRC. Adaptace a zahrnutí požadavků nadnárodních organizací je důležité z hlediska možnosti exportu daného projektu do zahraničí a přizpůsobení se legislativním požadavkům země výstavby. APR1000 je proto projektován na základě a v souladu s požadavky nadnárodních organizací EUR, IAEA a WENRA a jako takový je jedním z budoucích možných projektů pro dostavbu nových jaderných bloků v lokalitách Temelín nebo Dukovany.

## Historie
Jižní Korea se stala členem IAEA v roce 1957, v následujícím roce byl schválen Atomový zákon a roku 1959 byl vládou ustanoven úřad pro Atomovou Energii. První reaktor dosáhl kritického stavu v roce 1962 a jednalo se o malý výzkumný reaktor. O deset let později začala výstavba prvního jaderného bloku na území Jižní Koreje, jednalo se o Kori 1, která je od roku 2017 již trvale odstavená. Kori 1 byla postavena jako tzv. elektrárna „na klíč“ americkou firmou Westinghouse a jednalo se o tlakovodní reaktor typu WH 60 a výkonu 607 MWe.
Během 80. let 20. století byl v Jihokorejské republice zahájen program k dosažení technologické soběstačnosti v každém ohledu výstavby jaderné elektrárny. Výsledkem tohoto programu byl projekt tlakovodního reaktoru označený jako OPR1000. Díky projektu OPR1000 dosáhla Jihokorejská republika technologické soběstačnosti a vysoké úrovně lokalizace. Ke konci roku 2010 byly k síti připojeny celkem čtyři bloky OPR1000 a dalších 6 bylo připojeno do konce roku 2012. Nyní je tedy v provozu celkem 10 bloků OPR1000. V roce 1994 začala Jihokorejská republika vyvíjet projekt reaktoru třetí generace APR1400, který byl v květnu roku 2002 schválen Jihokorejským státním úřadem. Projekt APR1400 vychází z koncepce Combustion Engineering (C-E) System 80+, který byl v červnu roku 1997 certifikovaný dle U.S. NRC. Konstrukce prvních dvou domácích jihokorejských reaktorů třetí generace začala v roce 2008 pro Shin-Kori 3&4, kdy Shin-Kori 3 byla uvedena do komerčního provozu v prosinci roku 2016. Se spuštěním Shin-Kori 4 se počítá v průběhu roku 2019. Další reaktory typu APR1400 jsou stavěny v Jihokorejské republice v lokalitě Shin-Kori 5&6 a Shin-Hanul 1&2, mimo území Jihokorejské republiky byly 4 jednotky projektu APR1400 postaveny ve Spojených arabských emirátech v lokalitě Barakah. V roce 2009 začalo KEPCO s KHNP vyvíjet nový projekt pokročilého tlakovodního reaktoru nižší výkonové řady než je APR1400, a proto dostal označení APR1000. Jaderná elektrárna typu APR1000 není zatím stavěna ani v Jižní Koreji ani jinde ve světě.

## Konstrukce
Hlavní filosofií projektu APR1000 bylo zahrnout několik důležitých aspektů, jako například zvýšení bezpečnosti, využití osvědčených technologií, nebo vytvoření projektu schopného se přizpůsobit požadavkům jednotlivých zemí výstavby.
V následující tabulce je uvedeno porovnání technických dat pro jihokorejské reaktory.
| Parametry                                   | APR1000                | APR1400     | OPR1000        |
| ------------------------------------------- | ---------------------- | ----------- | -------------- |
| Ekonomické a výkonnostní parametry          |                        |             |                |
| Tepelný výkon [MWt]                         | 2815                   | 3983        | 2815           |
| Elektrický výkon [MWe]                      | 1050                   | 1400        | 1050           |
| Projektovaná životnost [let]                | 60                     | 60          | 40             |
| Účinnost [%]                                | 35,5                   | 35,1        | 34,9           |
| Kampaň výměny paliva                        | 18 - 24 měsíců         | > 18 měsíců | 12 - 18 měsíců |
| Neplánované odstavení                       | < 0,8 /rok             | < 0,8 /rok  | 1 - 2 /rok     |
| I&C                                         | Digitální              | Digitální   | Analogový      |
| Bezpečnostní parametry                      |                        |             |                |
| CDF - Pravděpodobnost poškození AZ          | <10−5/RR (reaktor-rok) | <10−5/RR    | <10−4/RR       |
| CFF - Pravděpodobnost porušení kontejnmentu | <10−6/RR               | <10−6/RR    | <10−5/RR       |
| Dávka ozáření po havárii [člověk-Sv/RR]     | <1,0                   | <1,0        | <1,5           |
| Zásah operátora [min]                       | 30                     | 30          | 10             |
| Seismická odolnost [g]                      | 0,3                    | 0,3         | 0,2            |
| Konstrukční prvky                           |                        |             |                |
| Počet palivových souborů                    | 177                    | 241         | 177            |
| Typ palivového souboru                      | 16x16                  | 16x16       | 16x16          |
| Typ paliva                                  | HIPER16                | PLUS7       | PLUS7          |
| Počet smyček horkých/studených              | 2/4                    | 2/4         | 2/4            |

APR1000 má dvousmyčkové uspořádání. Na každé smyčce je jeden parogenerátor a dvě hlavní cirkulační čerpadla. Na každé studené větvi se nachází jedno HCČ. Dvousmyčkové uspořádání se čtyřmi hlavními cirkulačními čerpadly je osvědčený koncept převzatý z tzv. Korejského standardu OPR1000.
Dávka ozáření po havárii představuje dávku pro celé tělo na hranici lokality jaderné elektrárny pro 24 hodin po havárii s poškozením aktivní zóny a poškozením kontejnmentu.
Projekt APR1000 zahrnuje několik pokročilých bezpečnostních prvků. Mezi tyto bezpečnostní prvky patří například fluidní zařízení v hydroakumulátorech, systém chlazení taveniny, pokročilý bezpečnostní systém odtlakování a systém pro zvládání a zmírňování následků po těžkých haváriích. Bloková dozorna je plně přizpůsobena lidskému faktoru a rozhraní člověk-stroj je plně digitalizované.

## Charakteristika primárního okruhu
Konfigurace primárního okruhu APR1000 je obdobná jako na OPR1000. Jedná se o dvousmyčkové uspořádání se dvěma parogenerátory a čtyřmi hlavními cirkulačními čerpadly. Primární okruh je projektován na tepelný výkon 2815 MWt a produkuje tak na turbíně a v generátoru elektrický výkon 1050 MWe. Dalšími hlavními komponentami primárního okruhu je kompenzátor objemu, který je připojen na jednu ze dvou horkých větví. 
Z důvodu přirozené cirkulace jsou parogenerátory situovány oproti reaktorové nádobě výše. Parogenerátory jsou vertikálního typu s U-trubkami s integrovaným ekonomizérem.

### Aktivní zóna a palivo
Aktivní zóna reaktoru APR1000 je tvořena 177 palivovými soubory a 73 či více řídicími soubory. Palivový soubor je vybaven 236 palivovými proutky ve čtvercové matrici 16x16, dále obsahuje 4 řídicí trubky a jednu měřicí trubku, které jsou přivařené k nosným mřížkám. Palivem je nízko obohacený uran UO2 ve formě palivových keramických peletek hermeticky uzavřených v palivových proutcích. Aktivní zóna je projektována pro palivovou kampaň 18 až 24 měsíců. Zóna je uzpůsobena na palivovou vsázku s obsahem až 30% palivových proutků s MOX palivem.

## Bezpečnostní systémy
Základním principem pro dosažení nezbytných bezpečnostních požadavků a cílů je ochrana do hloubky. Ke zvládání a zmírnění možných havarijních situací slouží bezpečnostní systémy a bezpečnostní opatření. Konstrukční bezpečnostní prvky jsou určeny ke zvládání následků a průběhu nepravděpodobných událostí jako jsou například LOCA (Loss of Coolant Accident - Havárie se ztrátou chladiva), SLB (Steam Line Break - přetržení parovodu) apod. Bezpečnostní systémy dále slouží ke kontrole a zmírnění nehod a k udržení bezpečnostních limitů pod stanovenou hranicí. Mezi bezpečnostní systémy a bezpečnostní konstrukční řešení v projektu APR1000 patří například tyto:
- Havarijní systém chlazení aktivní zóny (SIS - Safety Injection System) - slouží k chlazení aktivní zóny při událostech se ztrátou chladiva
- Havarijní systém odvodu tepla (SCS - Shutdown Cooling system) - slouží ke snížení teploty primárního média po odstavení z teploty v horké smyčce na teplotu pro zavážení paliva
- Sprchový systém kontejnmentu (CSS - Containment Spray System) - slouží ke snížení teploty a tlaku v kontejnmentu v důsledku nehod spojených se ztrátou chladiva

V projektu APR1000, stejně jako pro APR1400, jsou bezpečnostní systémy řešeny ve čtyř-kvadrantovém uspořádání. Čtyř-kvadrantové uspořádání znamená, že bezpečnostní systémy jsou jak fyzicky tak i elektricky odděleny do čtyř nezávislých divizí, kdy pro dostatečné zafungování a spuštění bezpečnostního systému je zapotřebí jedna divize.

## Dispoziční uspořádání
Obecné uspořádání projektu APR1000 bylo vypracováno pro koncept jednoho bloku, které bylo rozšířeno na dvoublokový koncept. Hlavní budovy APR1000 zahrnují reaktorovnu (Reactor Containment Building), budovu pomocných provozů (Auxiliary Building), spojovací budovu (Compound Building), strojovnu (Turbine Generator Building), budovu pro nakládání s palivem (Fuel Handling Building) a budovu pro dieselgenerátory (Emergency DGS Building). Spojovací budova slouží ke vstupu do kontrolovaného pásma, pro nakládání s radioaktivními odpady a při dvoublokovém uspořádání pochopitelně slouží pro oba bloky.